# Tivier (Cantal)
Tivier és un municipi francès situat al departament de Cantal i a la regió d'Alvèrnia-Roine-Alps. L'any 2007 tenia 143 habitants.

## Demografia

### Població
El 2007 la població de fet de Tiviers era de 143 persones. Hi havia 56 famílies de les quals 8 eren unipersonals (4 homes vivint sols i 4 dones vivint soles), 24 parelles sense fills i 24 parelles amb fills. La població d'habitants censats ha evolucionat segons el següent gràfic:

### Habitatges
El 2007 hi havia 73 habitatges, 58 eren l'habitatge principal de la família, 8 eren segones residències i 7 estaven desocupats. 70 eren cases i 2 eren apartaments. Dels 58 habitatges principals, 50 estaven ocupats pels seus propietaris, 6 estaven llogats i ocupats pels llogaters i 2 estaven cedits a títol gratuït; 5 tenien tres cambres, 19 en tenien quatre i 34 en tenien cinc o més. 50 habitatges disposaven pel capbaix d'una plaça de pàrquing. A 26 habitatges hi havia un automòbil i a 30 n'hi havia dos o més.

### Piràmide de població
La piràmide de població per edats i sexe el 2009 era:
| Homes | Edats   | Dones |
| ----- | ------- | ----- |
| 0     | 95 o +  | 0     |
| 0     | 90 a 94 | 0     |
| 0     | 85 a 89 | 4     |
| 4     | 80 a 84 | 0     |
| 8     | 75 a 79 | 0     |
| 0     | 70 a 74 | 8     |
| 4     | 65 a 69 | 8     |
| 0     | 60 a 64 | 4     |
| 8     | 55 a 59 | 0     |
| 4     | 50 a 54 | 4     |
| 16    | 45 a 49 | 8     |
| 12    | 40 a 44 | 16    |
| 0     | 35 a 39 | 4     |
| 0     | 30 a 34 | 0     |
| 8     | 25 a 29 | 0     |
| 0     | 20 a 24 | 0     |
| 0     | 15 a 19 | 4     |
| 8     | 10 a 14 | 4     |
| 0     | 5 a 9   | 0     |
| 0     | 0 a 4   | 4     |

## Economia
El 2007 la població en edat de treballar era de 92 persones, 81 eren actives i 11 eren inactives. De les 81 persones actives 79 estaven ocupades (41 homes i 38 dones) i 2 estaven aturades (2 dones i 2 dones). De les 11 persones inactives 5 estaven jubilades, 4 estaven estudiant i 2 estaven classificades com a «altres inactius».

### Ingressos
El 2009 a Tiviers hi havia 62 unitats fiscals que integraven 166 persones, la mediana anual d'ingressos fiscals per persona era de 17.647 €.

### Activitats econòmiques
Dels 5 establiments que hi havia el 2007, 2 eren d'empreses de construcció i 3 d'empreses de comerç i reparació d'automòbils.
Dels 2 establiments de servei als particulars que hi havia el 2009, 1 era un guixaire pintor i 1 fusteria.
L'any 2000 a Tiviers hi havia 12 explotacions agrícoles que ocupaven un total de 840 hectàrees.

## Poblacions properes
El següent diagrama mostra les poblacions més properes.